# 14019 Pourbus
14019 Pourbus este o planetă minoră (asteroid), cu un diametru de 2,069 km, din centura de asteroizi. A fost descoperită pe 10 august 1994 la Observatorul La Silla de Eric Walter Elst. 
Obiectul prezintă o orbită caracterizată de o semiaxă mare de 2,2692157 UAi, o excentricitate de 0,13, o înclinație de 1,07729 ° în raport cu ecliptica.